# National Trophy Series 2017-2018
Navigation
2016-2017 2018-2019
Le National Trophy Series 2017-2018 a lieu du 8 octobre 2017 à Derby au 7 janvier 2018 à Ipswich. Elle comprend six manches. Toutes les épreuves font partie du calendrier de la saison de cyclo-cross masculine 2017-2018.

## Résultats

### Podiums masculins
| # | Date        | Lieu        | Vainqueur     | Deuxième           | Troisième     | Leader du classement général |
| - | ----------- | ----------- | ------------- | ------------------ | ------------- | ---------------------------- |
| 1 | 8 octobre   | Derby       | Ian Field     | Yorben Van Tichelt | Jeremy Durrin | Ian Field                    |
| 2 | 29 octobre  | Abergavenny | Tom Pidcock   | Ian Field          | Jim Aernouts  | Ian Field                    |
| 3 | 12 novembre | Shrewsbury  | Ian Field     | Yorben Van Tichelt | Liam Killeen  | Ian Field                    |
| 4 | 26 novembre | Gravesend   | Braam Merlier | Yentl Bekaert      | Ian Field     | Ian Field                    |
| 5 | 10 décembre | Bradford    | Braam Merlier | Grant Ferguson     | Lewis Craven  | Ian Field                    |
| 6 | 7 janvier   | Ipswich     | Braam Merlier | Daniel Tulett      | Johan Jacobs  | Ian Field                    |

### Podiums féminins
| # | Date        | Lieu        | Vainqueur        | Deuxième         | Troisième        | Leader du classement général |
| - | ----------- | ----------- | ---------------- | ---------------- | ---------------- | ---------------------------- |
| 1 | 8 octobre   | Derby       | Bethany Crumpton | Harriet Harnden  | Anna Kay         | Bethany Crumpton             |
| 2 | 29 octobre  | Abergavenny | Bethany Crumpton | Eva Lechner      | Anna Kay         | Bethany Crumpton             |
| 3 | 12 novembre | Shrewsbury  | Harriet Harnden  | Ffion James      | Sophie Thackray  | Bethany Crumpton             |
| 4 | 26 novembre | Gravesend   | Ffion James      | Sophie Wright    | Bethany Crumpton | Bethany Crumpton             |
| 5 | 10 décembre | Bradford    | Ffion James      | Bethany Crumpton | Amira Mellor     | Bethany Crumpton             |
| 6 | 7 janvier   | Ipswich     | Bethany Crumpton | Anna Kay         | Sophie Wright    | Bethany Crumpton             |